# Trollklobb, Åland
Trollklobb är en ö i Åland (Finland). Den ligger i Skärgårdshavet och i kommunen Hammarland i landskapet Åland, i den sydvästra delen av landet. Ön ligger omkring 36 kilometer norr om Mariehamn och omkring 290 kilometer väster om Helsingfors.
Öns area är 8,2 hektar och dess största längd är 380 meter i sydväst-nordöstlig riktning. Ön höjer sig omkring 20 meter över havsytan.